# Лабіринт бажань
«Лабіринт бажань» / «Лабіринт пристрастей» (ісп. Laberinto de pasiones) — другий повнометражний фільм Педро Альмодовара. Це ексцентрична комедія про попзірку, яка страждає від німфоманії, та закохується у східного принца-гея. Їх доля — знайти один одного і жити довго та щасливо на тропічному острові.
Цей фільм сміливо зображає погляди на любов і секс, що сформувалися в Мадриді на початку 1980-х, в особливий період популярності сексуальних пригод, між зміною франкістського авторитарного режиму й усвідомленням небезпеки ВІЛ.

## В ролях
- Сесілія Рот — Сексилія
- Иманоль Аріас — Рису Ніро
- Хельга Ліні — Торайя
- Березня Фернандес Муро — Кеті
- Фернандо Віванко — доктор Пенья
- Офелія Анхелика — Сусана
- Антоніо Бандерас — Садек
- Чус Лампреаве

## Вихід на DVD
«Лабіринт бажань» вийшов на DVD для 2 кодового регіону іспанською мовою з англійськими субтитрами.